# 国见隧道 (鹿儿岛县)

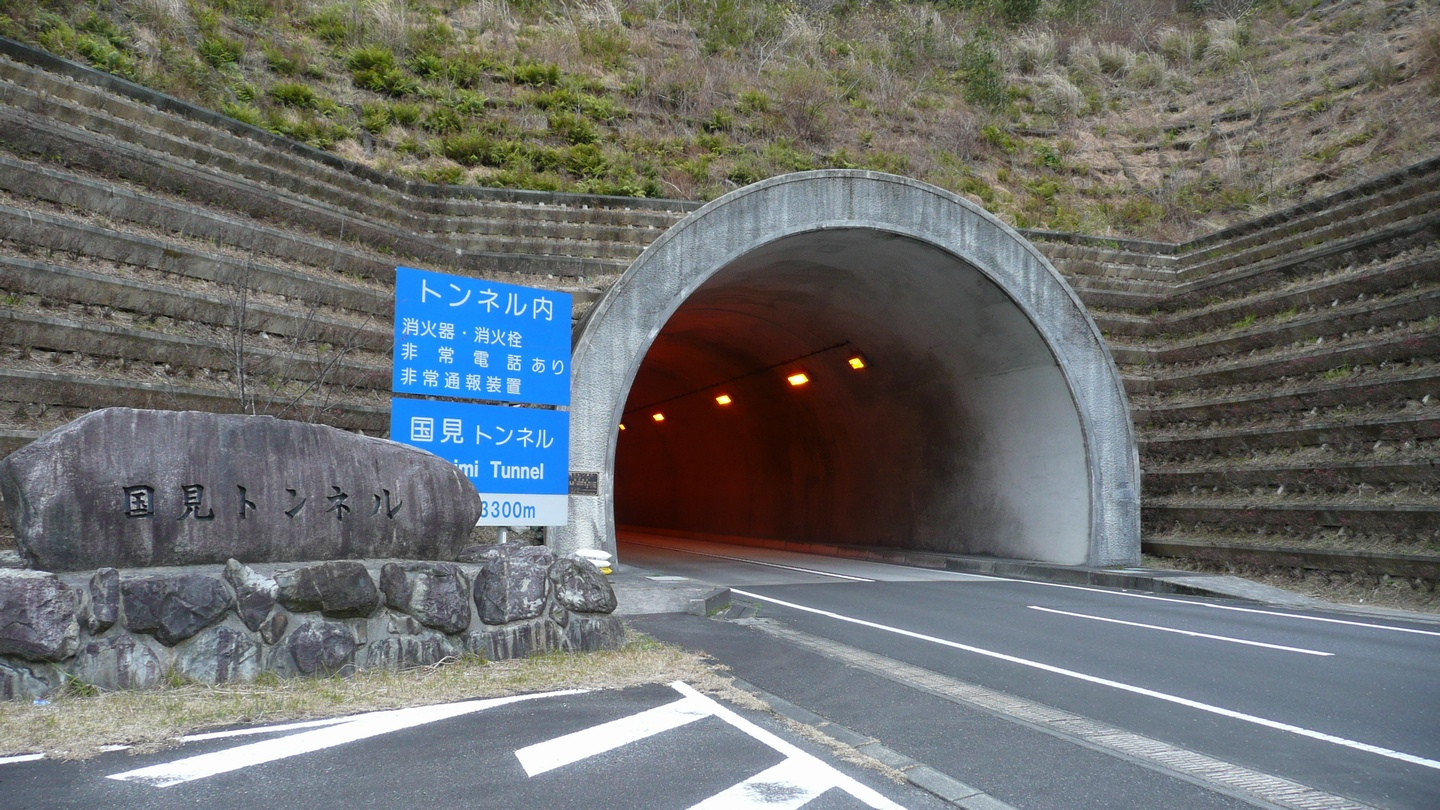
旧内之浦町一側隧道口

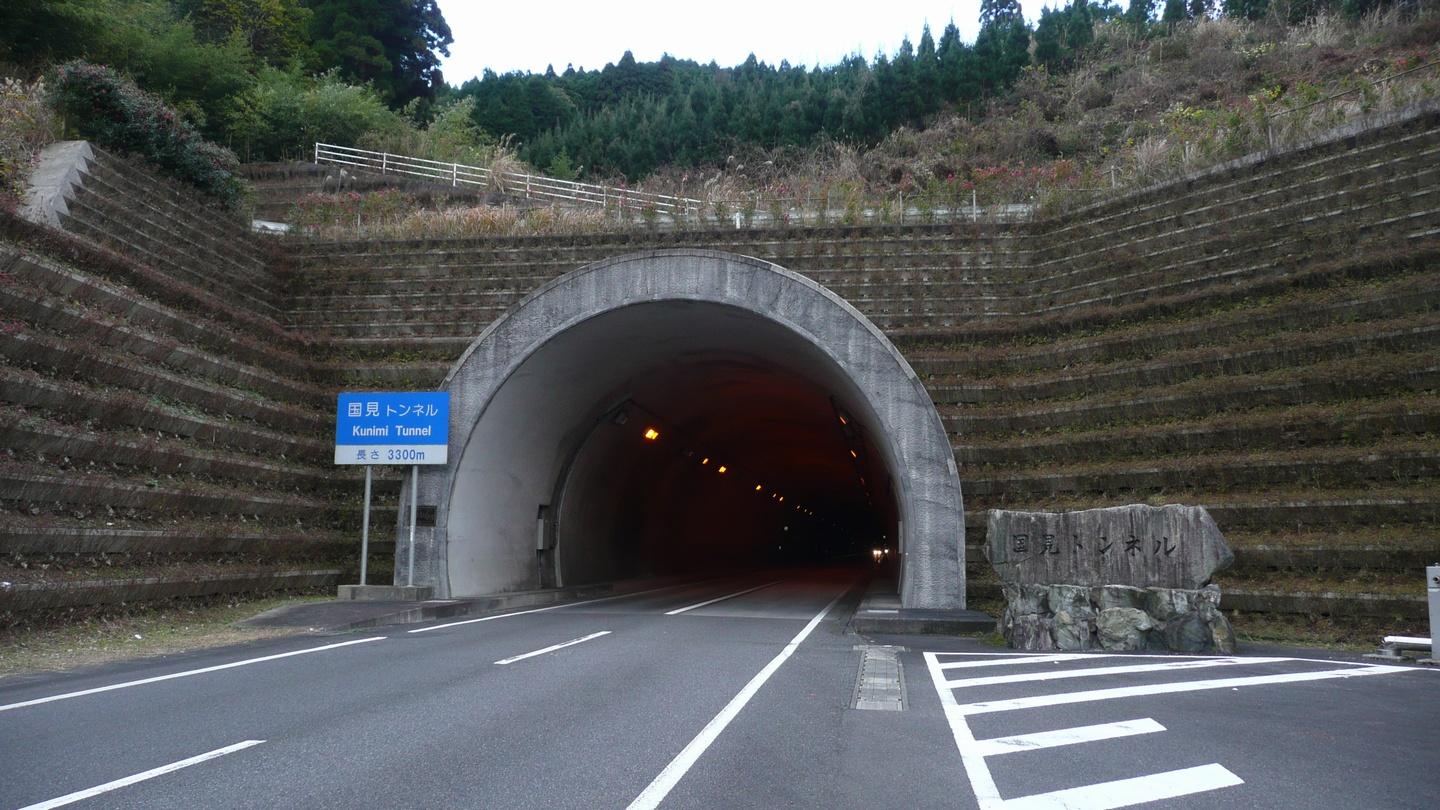
旧高山町一側隧道口

国见隧道（日语：／）是日本鹿儿岛县的一条公路隧道，承载鹿児島県道561号玉神之川内之浦線，穿过肝屬郡肝付町的肝属山地（也称为“国見山地”），全长3300米，1998年3月30日开工，2000年3月29日贯通，2002年12月18日建成通车，通车时是鹿儿岛县最长的公路隧道和九州地区最长的免费公路隧道，直到2004年被3945米的久七隧道超过。